# Хео Хван
Хео Хван (кореј. 허환, романизовано Heo Hwan; 24. фебруар 1995) јужнокорејски је пливач чија специјалност су трке делфин стилом. 

## Спортска каријера
Представљао је Кореју на светском првенству у корејском Квангџуу 2019. где је наступио у квалификацијама трке на 50 делфин које је окончао на 48. месту у конкуренцији 95 пливача. 